# Ever Valencia
Ever Augusto Valencia Ruiz (Villavicencio, 23 gennaio 1997) è un calciatore colombiano, centrocampista dell'América de Cali.

## Caratteristiche tecniche
È un centrocampista offensivo.

## Carriera

### Club
Cresciuto nel settore giovanile dell'Independiente Medellín, ha esordito in prima squadra il 26 luglio 2015 in occasione del match di campionato vinto 2-1 contro il Deportes Tolima.

### Nazionale
Con la nazionale Under-20 colombiana ha preso parte al campionato sudamericano 2017.